# Брикеразио
Брикеразио (итал. Bricherasio) је насеље у Италији у округу Торино, региону Пијемонт.
Према процени из 2011. у насељу је живело 2694 становника. Насеље се налази на надморској висини од 389 м.

## Становништво
| 1931. | 1936. | 1951. | 1961. | 1971. | 1981. | 1991. | 2001. | 2011. |
| ----- | ----- | ----- | ----- | ----- | ----- | ----- | ----- | ----- |
| 3.043 | 3.036 | 2.926 | 2.791 | 3.040 | 3.586 | 3.921 | 4.020 | 4.517 |